# Cloniophorus concentricalis
Cloniophorus concentricalis är en skalbaggsart som beskrevs av Hintz 1919. Cloniophorus concentricalis ingår i släktet Cloniophorus och familjen långhorningar. Inga underarter finns listade i Catalogue of Life.